# Philipp Weishaupt
Philipp Weishaupt est un cavalier de saut d'obstacles allemand né le 20 juillet 1985 à Augsbourg (Bavière). Il a notamment remporté deux médailles aux championnats d'Europe de saut d'obstacles juniors : l'argent en 2002 et le bronze en 2006.

## Palmarès
- Championnats d'Europe de saut d'obstacles juniors :
  - 2002 : 2e place par équipe avec Coterno Grande
  - 2006 : 3e place par équipe avec Junge Reiter

- Championnat allemand de saut d'obstacles :
  - 2001 : 1re place (juniors)
  - 2005 : 2e place (jeunes cavaliers)
  - 2009 : 1re place avec Souvenir
  - 2011 : 4e place avec Souvenir
  - 2012 : 6e place avec Catoki

- Finale de la coupe du monde de saut d'obstacles :
  - 2012 : 4e place avec Souvenir et Monte Bellini’s-Hertogenbosch à Bois-le-Duc (Pays-Bas).